# Cláudia Monteiro de Aguiar

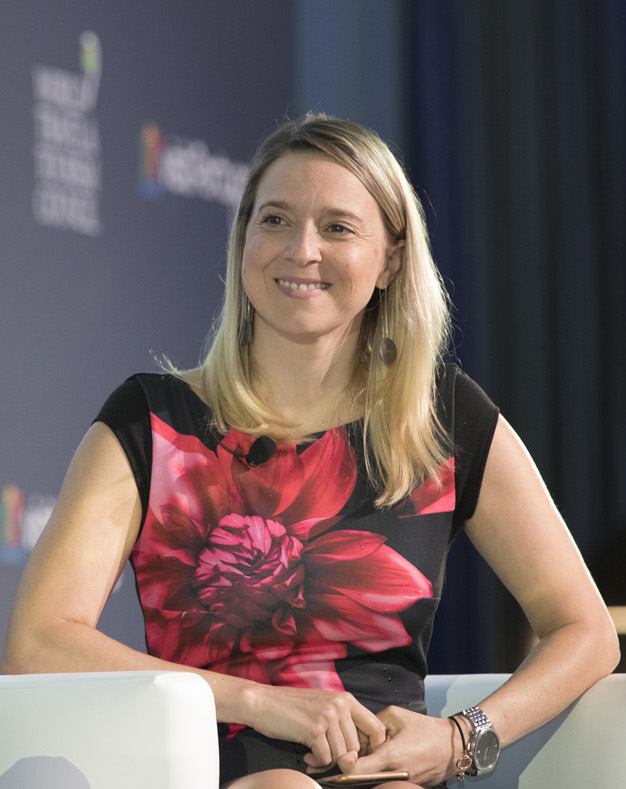
2018

Cláudia Sofia Gomes Monteiro de Aguiar (* 8. April 1982 in Funchal, Madeira) ist eine portugiesische Politikerin (PSD).

## Leben
Monteiro de Aguiar studierte von 2000 bis 2005 Soziologie an der Minho-Universität in Braga. Dem folgte 2007 bis 2009 eine Postgraduierung in Marketing und Kommunikation am Instituto Politécnico von Leiria. Zwischen 2008 und 2011 arbeitete sie als Kommunikations- und Marketingassistentin bei Porto Bay Hotels & Resorts.
Monteiro de Aguiar engagierte sich seit 1997 in der sozialdemokratischen Jugendorganisation JSD. Von 2011 bis 2014 war sie Mitglied im Präsidium des Kongresses ihrer Partei und beriet diese.
Von 2006 bis 2011 war sie Abgeordnete im Regionalparlament von Madeira.
Bei den Parlamentswahlen 2011 trat Monteiro de Aguiar für die Sozialdemokraten im Wahlkreis Madeira an und errang ein Mandat für die 12. Wahlperiode der Assembleia da República.
Bei den Europawahlen 2014 nominierte die PSD sie für den sechsten Platz der rechtsliberalen Listenverbindung Aliança Portugal. Die Listenverbindung gewann 27 Prozent der Stimmen, und damit sieben Sitze für die 8. Wahlperiode, woraufhin Monteiro de Aguiar zum 1. Juli 2014 vom Parlament in Lissabon nach Brüssel wechselte. Im Europäischen Parlament schloss sie sich mit ihren Listenkollegen der Fraktion der Europäischen Volkspartei an. Über die ganze Wahlperiode war Monteiro de Aguiar Mitglied im Ausschuss für Verkehr und Fremdenverkehr und stellvertretendes Mitglied im Ausschuss für Fischerei. Bei den Europawahlen 2019 wurde sie erneut ins Europaparlament gewählt. In der 9. Wahlperiode war Monteiro de Aguiar eine von vier stellvertretenden Vorsitzenden des Ausschusses für Fischerei und Mitglied im Ausschuss für Verkehr und Tourismus. Weiterhin war sie Teil der Delegation für die Beziehungen mit Südafrika und Stellvertreterin in der Delegation für die Beziehungen zu Kanada.
Im April 2024 wurde sie zur Staatssekretärin für Fischerei im Kabinett Montenegro I ernannt. Im Zuge dessen legte sie am 4. April 2024 ihr Mandat im Europaparlament nieder. Für sie rückte Ricardo Morgado ins Europaparlament nach.